# إميلي نيويل بلير
إميلي نيويل بلير (بالإنجليزية: Emily Newell Blair) هي سفرجات أمريكية، ولدت في 9 يناير 1877 في جوبلن في الولايات المتحدة، وتوفيت في 3 أغسطس 1951 في الإسكندرية في الولايات المتحدة.